# موفت
موفت (به انگلیسی: Moffat) یک شهرک در اسکاتلند است که در دامفریس و گالووی واقع شده است.